# Ponte dei Fiorentini
Il ponte dei Fiorentini (conosciuto anche come ponte de fero, ponte del soldo o ponte del soldino) era un ponte sospeso di Roma, oggi sostituito dal Ponte Principe Amedeo.

## Storia
Il ponte sorgeva all'altezza della chiesa di San Giovanni dei Fiorentini, collegando via Giulia e via della Lungara.
Progettato su commissione dello Stato Pontificio dall'ingegnere francese Montgolfier Bodin e dall'ingegnere italiano Raffaele Canevari, fu costruito tra il 1861 e il 1863 da una società anonima francese. Inizialmente il ponte servì per il passaggio di mezzi di trasporto a trazione animale, ma in seguito fu adibito al solo passaggio pedonale.
Per passare il ponte era necessario un pedaggio di un soldo (frazione della lira): per questo motivo il ponte era detto anche «ponte del soldo» o «del soldino»; erano esentati dal pagamento i militari, i gendarmi in servizio e i frati mendicanti; il transito era gratuito nel giorno di Pasqua.
Viste le spese per la costruzione, la riscossione era operata dalla società francese che aveva costruito il ponte. Per alcuni anni, la riscossione per conto della società fu curata dal conte Domenico Celani, il quale venne ucciso da un passante che non voleva pagare il pedaggio.

### Demolizione
Il 15 luglio 1941, durante la Seconda Guerra Mondiale, il ponte fu smantellato e l'anno successivo fu sostituito dal ponte Principe Amedeo. L'acciaio utilizzato nella costruzione del ponte, ancora in buono stato, fu trasportato in un deposito.
Per la costruzione di questo nuovo ponte si resero necessarie diverse demolizioni: la chiesa dei Santi Leonardo e Romualdo (XIII secolo), un'edicola dedicata a Santa Francesca Romana e il Porto Leonino, un piccolo porto commerciale costruito su ordine di Leone XIII ma già esistente dal 1720, che però non ha mai avuto particolare rilevanza, visto che i mercanti preferivano i porti di Ripa e Ripetta.